# Sjeverni Donjec
Sjeverni Donjec (ukr. Сіверський Донець, rus. Северский Донец) je četvrta po duljini rijeka u Ukrajini, te desni pritok Dona. Važna je za prijevoz ugljena iz Donjeckog bazena.

## Hidrografija
Sjeverni Donjec izvire na Srednjoruskoj visoravni u Belgorodskoj oblasti, zatim teče prema jugu kroz Istočnoeuropsku nizinu. Nakon što prođe grad Belgorod ulazi u Ukrajinu, dotiče istočno od Harkova, gdje naglo zavija prema jugozapadu i ponovo se vraća u Rusiju. Nakon toga ponovo pravi veliki luk i teče na jugoistok praveċi velike meandre kroz istočnu Ukrajinu.
U svom donjem dijelu toka, nekih 50 km, rijeka tvori granicu između Ukrajine i Rusije, sve do grada Donjecka kod kojeg ulazi u Rusiju. Kod mjesta Ust-Donjeck u Rostovskoj oblasti ulijeva se u rijeku Don.
Slijev rijeke s pritokama zauzima površinu od oko 98.900 km2 i proteže se od Belgorodske Oblasti u Rusiji, preko istočne Ukrajine do Rostovske Oblasti i drugi je po površini riječni slijev u Ukrajini. 
Zbog pomanjkanja dotoka vode u ljetnim mjesecima duž rijeke su izgrađena brojna akumulacijska jezera, a 1970-ih izgrađen je sustav kanala do Dnjepra, kojim se dio voda prebacuje u Sjeverni Donjec.
Rijeka je zaleđena od prosinca do kraja ožujaka.

## Plovnost
Izgradnjom 6 ustava omoguċena je plovnost ove rijeke sve do ukrajinskog grada Sjeverodonjecka, nekih 220 km prije svog ušća u Don.

## Vanjske poveznice
- Sjeverni Donjec na Encyclopædiji Britannici  Arhivirana inačica izvorne stranice od 20. prosinca 2018. (Wayback Machine)